# NGC 7091
NGC 7091 este o galaxie situată în constelația Cocorul. A fost descoperită în 1 iulie 1834 de către John Herschel. Se află la o distanță de 17,3 megaparseci de Pământ.